# Томо Стризић
Томо Стризић (Брибир, код Цриквенице, 16. март 1906 — близина Фужина, 10. јун 1944), учесник Народноослободилачке борбе и народни херој Југославије.

## Биографија
Рођен је 16. марта 1906. године у Брибиру код Цриквенице, у сиромашној сеоској породици. После завршетка пучке школе, остао је да живи с родитељима, помагао им у обрађивању земље и чувању стоке. Од 1923. до 1926. године, боравио је у Славонској Пожеги, где је изучио кројачки занат. Године 1928, запослио се у Брибиру у кројачкој радњи. Ускоро је откупио његову радњу и деловао као самостални обртник. Ускоро је успоставио везе с локалним комунистима и учествовао у њиховим акцијама. Уз његово настојање, у брибирској пилани, почетком фебруара 1938, основана је подружница Уједињених радничких синдиката Југославије, а у њено руководство изабрани су комунисти.
Неке од акција у којима је учествовао биле су године 1938, када је предводио протестну поворку од 80 људи која је демонстрирала против припајања Судета нацистичкој Немачкој, организовао је прикупљање помоћи за шпанске добровољце и радио на учлањењу нових људи у локлани огранак КПЈ.
После напада Немачке на Совјетски Савез 1941. године и после доношења одлуке КПЈ о устанку, Стризић је у првој половини јула у Јасенови код Селца организовао састанак комуниста из Брибира и околних места. На састанку је донета одлука о оружаном устанку против окупатора. Требало је да начини све припреме пре подизања устанка, а пошто му је претила опасност да га усташе ухапсе, крајем јула 1941. отишао је на планину Вишевицу у партизански логор. Руководио је акцијом отимања експлозива из Државног електричног предузећа у Личу. Његовим ангажовањем биле су извршене прве веће диверзије на прузи Ријека–Огулин.
Вршио је велик број дужности. Првобитно је био партијски секретар у партизанској чети „Божо Видас Вук“. Након оснивања Штаба Приморско-горанског одреда почетком октобра 1941, био је именован за члана Штаба. У то време је постао и члан Котарског комитета КПХ за Делнице. Крајем 1941, био је оперативни официр Штаба Приморско-горанског одреда. Током 1942. године, вршио је мобилизације нових бораца и остсало. У јесен је био упућен на подручје Сења са задатком да формира Котарски комитет КПХ за Сењ и ради на организовању НОП-а на том подручју. Убрзо је формирао Комитет и постао његов први политички секретар. Тада га је Окружни комитет КПХ за Приморје предложио за већника ЗАВНОХ-а. У фебруару 1943. године, био је изабран за секретара Котарског Народноослободилачког одбора за Нови Винодолски, а после тога је добио задатак да организује обавештајну службу на подручју котара Нови Виндолски, Сењ, Раб и Паг. Октобар 1943, учествовао је на Другом заседању ЗАВНОХ-а у Плашком, а у новембру на Другом заседању АВНОЈ-а.
Погинуо је у заседи коју су му припремили немачки војници код Фужина, 10. јуна 1944. године.
Указом Президијума Народне скупштине Федеративне Народне Републике Југославије, 20. децембра 1951. године, проглашен је за народног хероја.
Данас се у градском парку у Брибиру налази његова биста.